# Zoilo Saldombide
Zoilo Saldombide (né le 18 mars 1905 à Montevideo et mort le 4 décembre 1981) était un footballeur uruguayen champion du monde.

## Biographie
En tant qu'attaquant, Zoilo Saldombide fut international uruguayen à quinze reprises (1922-1928) pour trois buts inscrits. Il remporta la médaille d'or sans jouer un match lors des JO 1924. Il remporta aussi les Copa América 1924 et 1926 (2 buts contre le Paraguay). Il fit partie des joueurs uruguayens champions du monde en 1930, sans avoir joué un match.
Il joua pour deux clubs (Montevideo Wanderers Fútbol Club et Club Nacional de Football) ne remportant que deux championnats uruguayens en 1933 et en 1934.

## Palmarès
- Jeux olympiques
  - Médaille d'or en 1924
- Copa América
  - Vainqueur en 1924 et en 1926
- Coupe du monde de football
  - Vainqueur en 1930
- Championnat d'Uruguay de football
  - Champion en 1933 et en 1934